# 张桂兰
张桂兰（1934年—2001年），女，辽宁金县人，中国电影配音演员，中国儿童电影制片厂演员、导演。